# Albrecht Altdorfer
Albrecht Altdorfer, född cirka 1480 i Regensburg, död där 12 februari 1538, var en tysk konstnär, kopparstickare och arkitekt. Han var medlem av Donauskolan.

## Biografi
Altdorfer var sedan 1505 bosatt i Regensburg, där han blev både stadsbyggmästare och rådsherre. Bland hans utförda tavlor, i vilka landskapet spelar en betydande roll, men i vilka även arkitekturpartier invävs, och vilka utmärker sig genom god kolorit och en poetisk-fantastisk stämning, märks Vilan under flykten till Egypten och framförallt hans 1529 daterade målning Alexanders seger över Dareios. Altdorfers byggnader utgjordes av fästningsverk och liknande, mer praktiska än konstnärliga uppgifter. I sina kopparstick och träsnitt tillhör han den av Albrecht Dürer påverkade artistgrupp.

## Utmärkelser
Asteroiden 8121 Altdorfer är uppkallad efter honom.

## Bilder

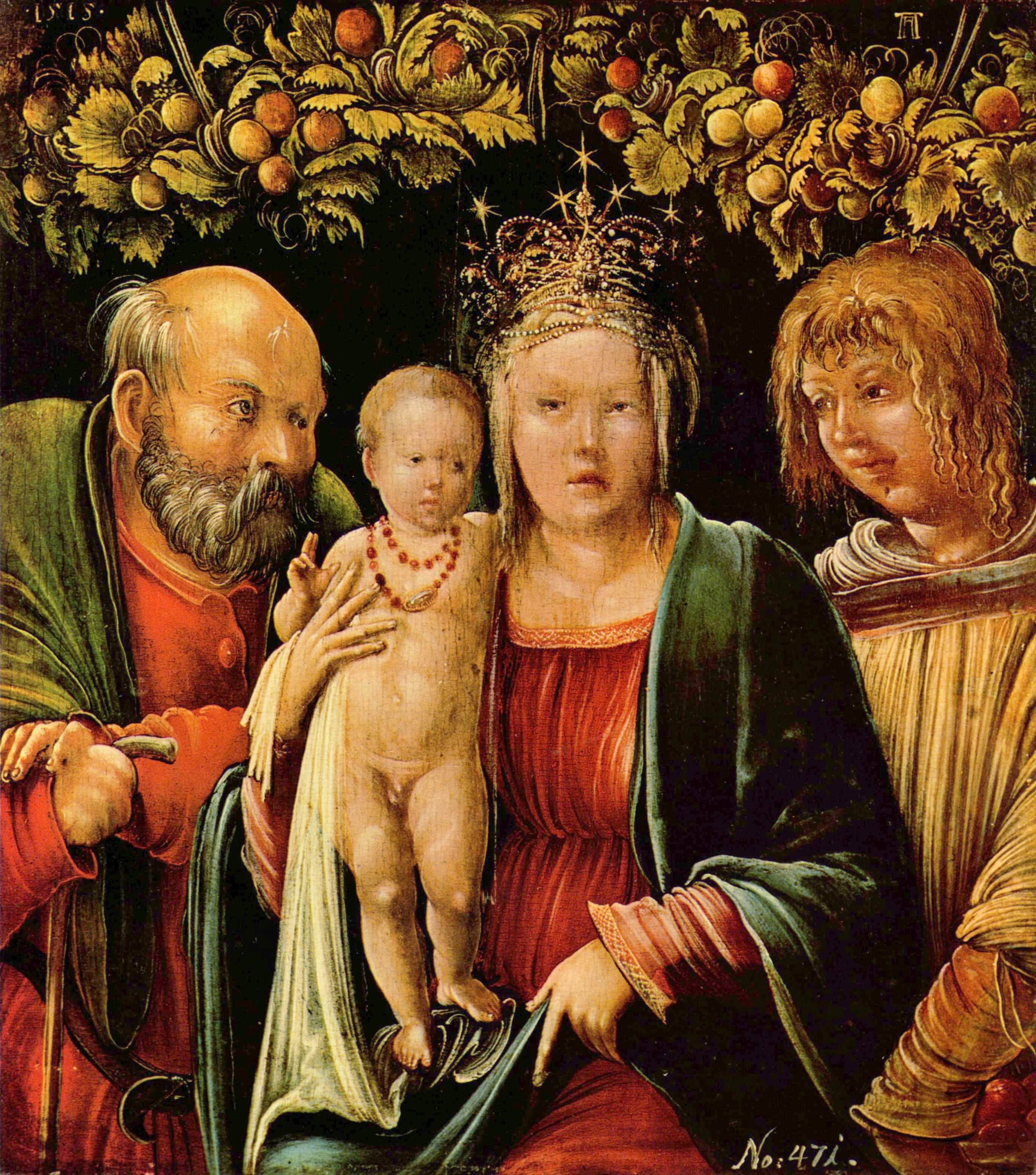
Heliga familjen med ängel, 1515
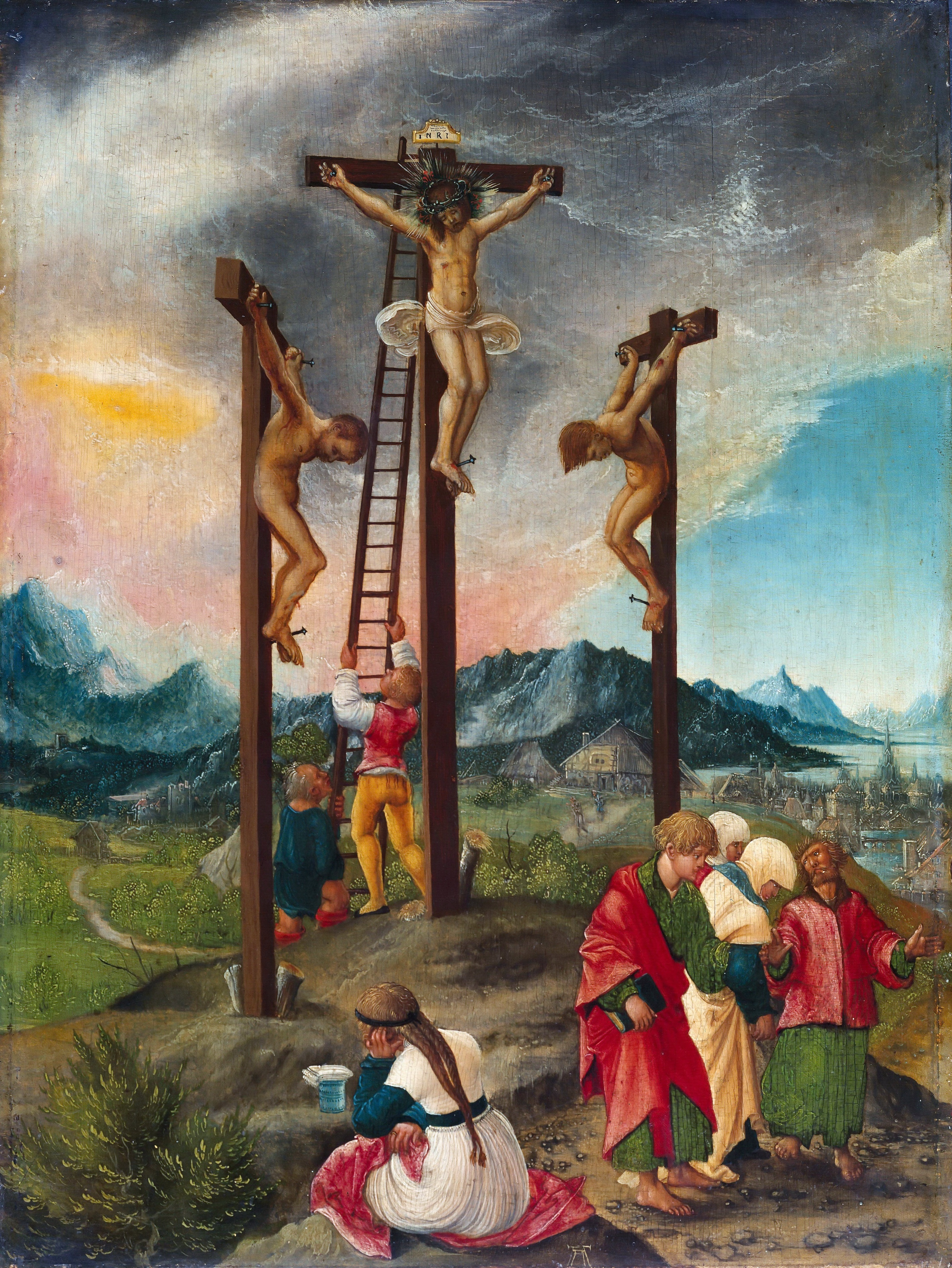
Kristi korsfästelse, 1526.
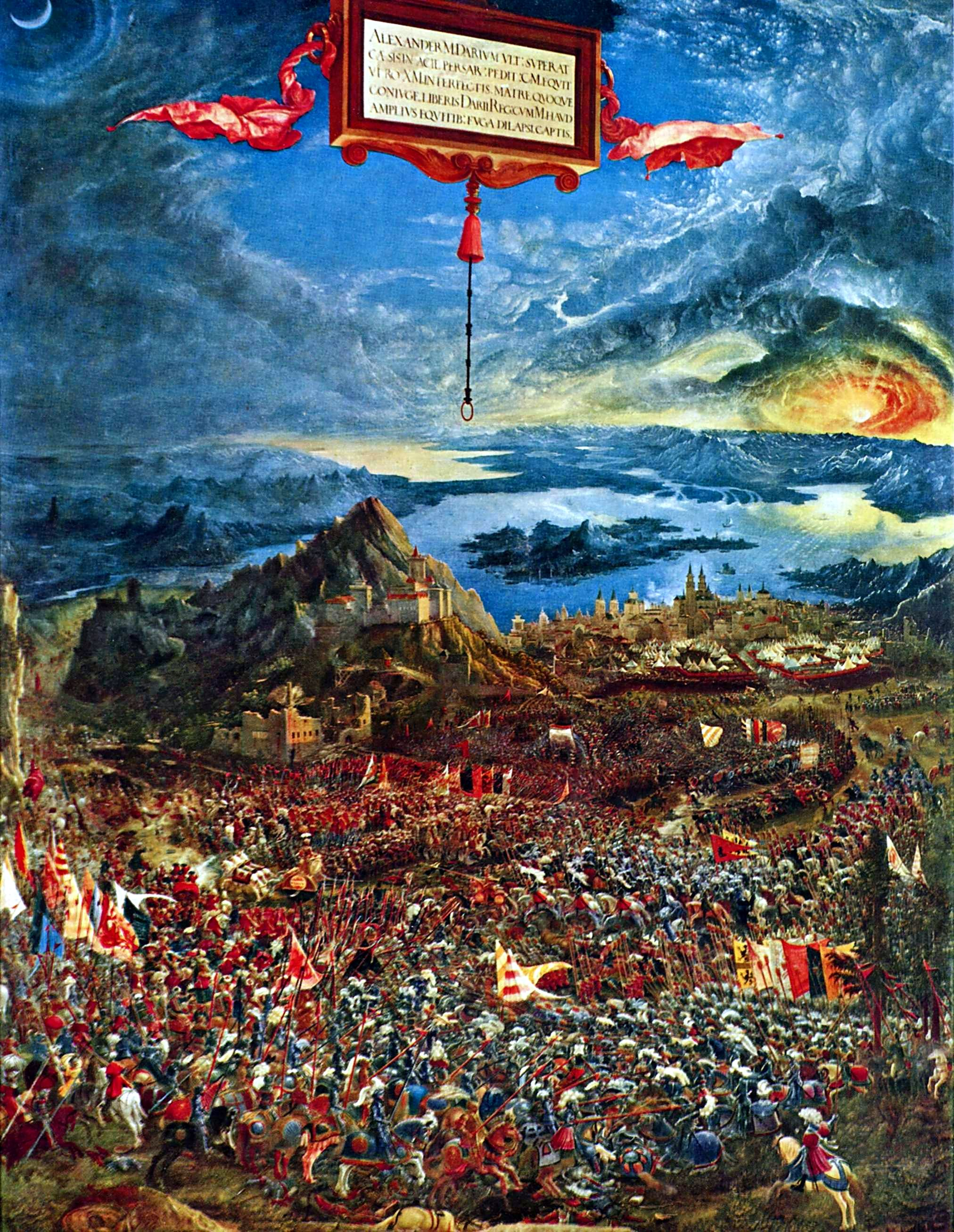
Alexanders seger över Dareios, 1529
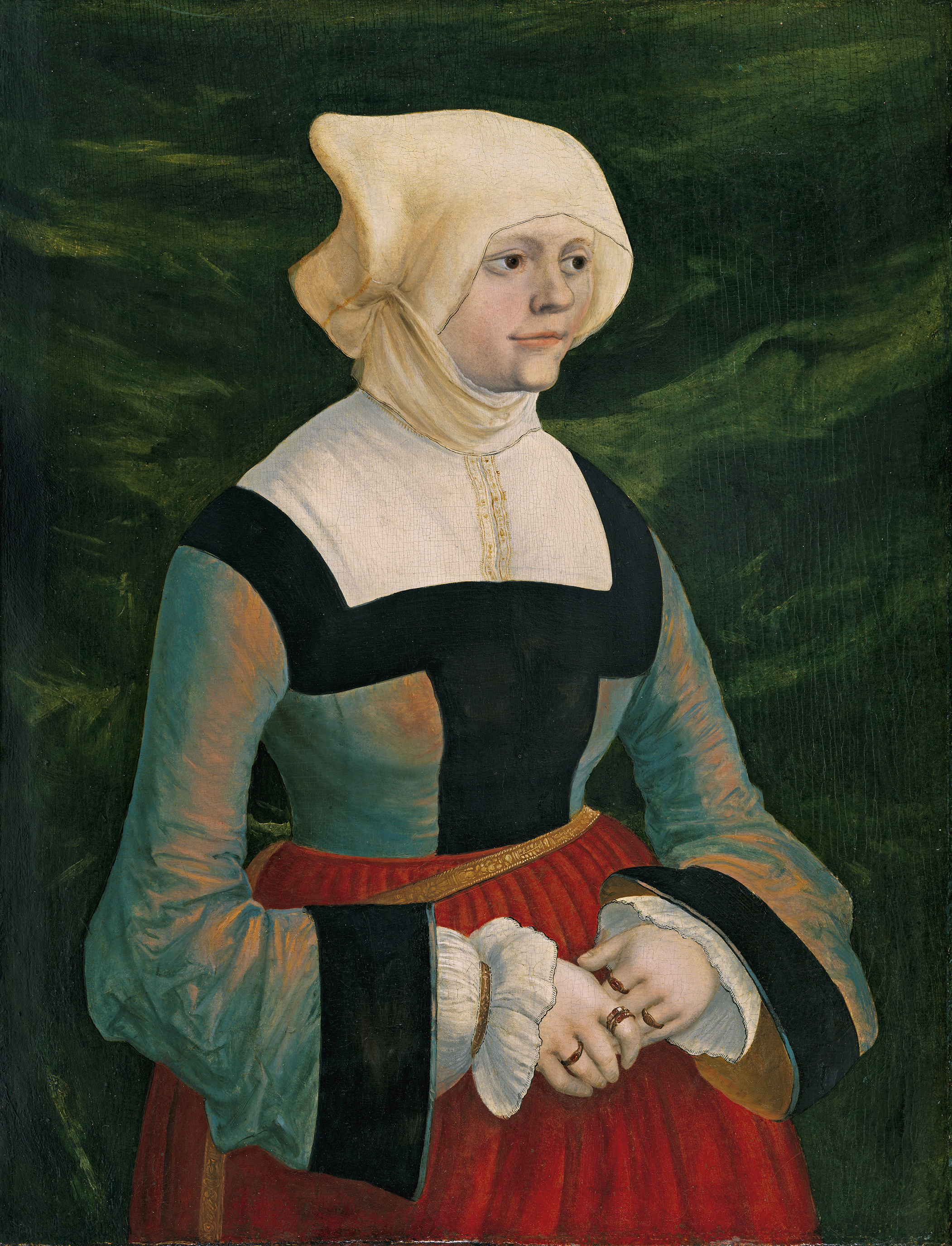
Kvinnoporträtt, 1525–1530.